# يانا بوشكوفا
يانا بوشكوفا Jana Boušková (من مواليد 27 سبتمبر 1970) هي عازفة هارب ومعلمة موسيقى تشيكية. 
كانت عازفة القيثارة الرئيسية للأوركسترا التشيكية منذ عام 2005. وتعمل بوشكوفا أيضًا أستاذة في الكلية الملكية للموسيقى في لندن منذ عام 2019، وأكاديمية الفنون المسرحية في براغ منذ عام 2007، وكانت معلمة الهارب في المعهد الموسيقي الملكي في بروكسل من عام 2005 إلى عام 2020.